# Съмтър (окръг, Южна Каролина)
Окръг Съмтър (на английски: Sumter County) е окръг в щата Южна Каролина, Съединени американски щати. Площта му е 2025 km², а населението – 105 556 души (1 април 2020). Административен център е град Съмтър.